# Thalassoma rueppellii
Thalassoma rueppellii е вид лъчеперка от семейство Labridae.

## Разпространение
Видът е разпространен в Джибути, Египет, Еритрея, Йемен, Израел, Йордания, Саудитска Арабия и Судан.